# Bjała pałanka
Bjała pałanka (bułg. Бяла паланка) – wieś w południowo-wschodniej Bułgarii, w obwodzie Sliwen, w gminie Twyrdica. Według danych szacunkowych Ujednoliconego Systemu Ewidencji Ludności oraz Usług Administracyjnych dla Ludności, 15 czerwca 2020 roku miejscowość liczyła 785 mieszkańców.

## Położenie
Wieś położona jest na zboczu grzbietu górskiego Eleno-Twyrdiszkija w górach Stara Płanina.

## Historia
Miejscowość wzmiankowana w tureckich dokumentach w 1666 roku. Dawniej nazywała się Bjała czeszli i Bjała czeszlici.

## Kultura i oświata
We wsi znajduje się biblioteka, kino, poczta, szkoła podstawowa, przedszkole.